# 836

سنة 836 كانت سنة بسيطة تبدأ يوم السبت (سوف يظهر الرابط التقويم الكامل للعام) حسب التقويم اليولياني.

## أحداث
- المعتصم يقوم بإنشاء مدينة سامراء.

## مواليد
- العالم العربي ثابت بن قرة بن مروان. (توفي 901 م)

## وفيات
- النظام